# Бобровец (ручей)
Бобровец — ручей на территории России, протекает по Локнянскому району Псковской области.

## География и гидрология
Исток Бобровца расположен в болоте, далее река течёт в севером направлении. Устье ручья находится у деревни Савино Локнянской волости в 23 км по правому берегу реки Локни. Длина ручья — 15 километров.

## Данные водного реестра
По данным государственного водного реестра России относится к Балтийскому бассейновому округу, водохозяйственный участок реки — Ловать и Пола, речной подбассейн реки — Волхов. Относится к речному бассейну реки Нева (включая бассейны рек Онежского и Ладожского озера).
Код объекта в государственном водном реестре — 01040200312102000023087.